# Impractical Jokers

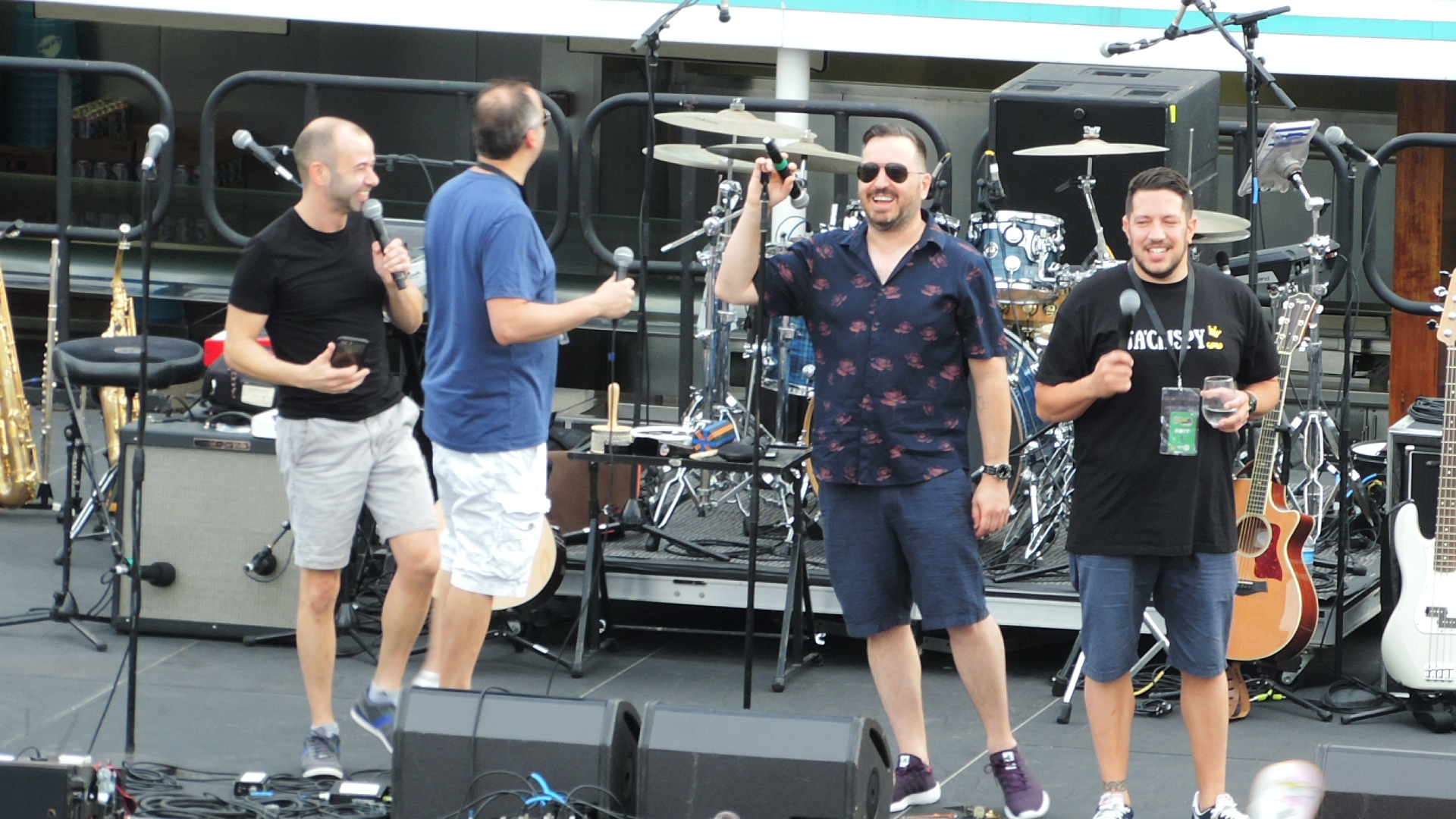
El grupo de gira en Nueva Orleans, 2018.

Impractical Jokers (en español, Bromistas Improvisados) es una serie estadounidense de cámara oculta emitida en Hispanoamérica por TruTV, y en España por Neox. Se estrenó en TruTV el 15 de diciembre de 2011 en Estados Unidos.
Son cuatro amigos, Salvatore Vulcano (Sal), James Murray (Murr), Joseph Gatto (Joe) y Brian Quinn (Q), que trabajan para la compañía The Tenderloins que se obligan entre sí a hacerse bromas públicas.
Mientras uno de los integrantes del grupo se humilla, los otros tres le dicen qué decir por una vía sonora auricular.
Cada desafío de humillación tiene una meta, quien no la logre pierde el desafío.
Al final quien junte más derrotas debe humillarse, según el castigo que le ponen los demás integrantes.
El 7 de marzo de 2018, el show ha sido renovado para una octava temporada, la cual comenzó a grabarse el 9 de enero de 2019 y se estrenó el 28 de marzo de 2019.

## Reparto
- Brian Quinn, apodado como «Q».
- James Murray, apodado como «Murr».
- Joseph Gatto, apodado como «Joe».
- Salvatore Vulcano, apodado como «Sal».

## Episodios
| Temporada | Temporada  | Episodios | Episodios | Emisión original        | Emisión original        |
| Temporada | Temporada  | Episodios | Episodios | Primera emisión         | Última emisión          |
| --------- | ---------- | --------- | --------- | ----------------------- | ----------------------- |
|           | 1          | 16        | 16        | 15 de diciembre de 2011 | 3 de mayo de 2012       |
|           | 2          | 28        | 28        | 6 de septiembre de 2012 | 12 de diciembre de 2013 |
|           | 3          | 31        | 31        | 2 de enero de 2014      | 30 de octubre de 2014   |
|           | 4          | 26        | 26        | 29 de enero de 2015     | 22 de octubre de 2015   |
|           | 5          | 26        | 26        | 11 de febrero de 2016   | 3 de noviembre de 2016  |
|           | 6          | 26        | 26        | 9 de febrero de 2017    | 2 de noviembre de 2017  |
|           | 7          | 26        | 26        | 1 de febrero de 2018    | 6 de diciembre de 2018  |
|           | 8          | 26        | 26        | 28 de marzo de 2019     | 5 de marzo de 2020      |
|           | 9          | 26        | 26        | 4 de febrero de 2021    | 4 de agosto de 2022     |
|           | Especiales | 40        | 40        | 2 de febrero de 2012    | Por anunciar            |

## Elenco
| Personaje | Actor/Actriz      | Doblaje para Hispanoamérica | Doblaje para España |
| --------- | ----------------- | --------------------------- | ------------------- |
| Murr      | James Murray      | Ariel Cister                | Ricardo Escobar     |
| Sal       | Salvatore Vulcano | Javier Gómez                | Juan Logar Jr.      |
| Q         | Brian Quinn       | Nicolás Epstein             | Fran Jiménez        |
| Joe       | Joseph Gatto      | Diego Brizzi                | Eduardo Bosch       |
| Narrador  | -                 | Javier Carbone              | Guillermo López     |

## Recepción
El programa ha recibido múltiples buenas críticas.
Ha sido comparado con muchas series de cámara oculta como Jackass y Candid Camera.

## Impractical Jokers: Inside Jokes
Impractical Jokers: Inside Jokes es un spin-off de Impractical Jokers en el que los episodios que ya se han emitido se muestran de nuevo con hechos emergentes, incluyendo historias detrás de escena y hechos directamente de los Jokers. El primer episodio de Impractical Jokers: Inside Jokes se emitió el 14 de julio de 2016, luego del especial británico de mitad de temporada.

## Impractical Jokers: After Party
Impractical Jokers: After Party es un spin-off presentado por Joey Fatone, en el que los Jokers y los invitados sorpresa atraviesan una profunda inmersión de desafíos, análisis especiales de los castigos play-by-play (jugada por jugada) del último episodio y contenido adicional del último episodio o todo el show. El primer episodio de la serie se emitió el 3 de agosto de 2017 después de que se emitió el episodio "The Q-Pay". After Party se filma en el bar The Flagship Brewing Company en Staten Island.

## Impractical Jokers Movie
El 7 de marzo de 2018 se anunció que se estaba preparando una película de largometraje de Impractical Jokers. Será dirigido por Chris Henchy y producido por Funny or Die. La producción en la película comienza en mayo de 2018.

## Emisión internacional
- En España fue estrenado el 23 de septiembre de 2013 en Neox. Además, hay una versión española llamada Sinvergüenzas, que se estrenó el 25 de noviembre de 2014.
- En el Reino Unido se estrenó por internet (vía YouTube).

También fue estrenada en BBC Three en 2012 como piloto de "The Comedy Kitchen".
- En Holanda fue estrenado en primavera de 2012.
- En Bélgica fue estrenado en otoño de 2012 por Vlaamse Media Maatschappij.
- En Hispanoamérica se transmitió por TruTV, actualmente está en Max.
- En Portugal, se transmite por SIC Radical.